# セレスタン・フレネ

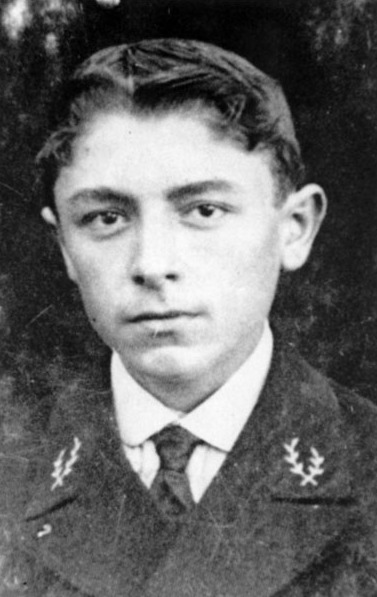
セレスタン・フレネ (1914)

セレスタン・フレネ（Celestin Freinet, 1896年10月16日 - 1966年10月8日）は、フランスの教育者。伝統的な教師の権威、理念を絶対的なものとする権威主義的な教育方法に異議を申し立て、学校教育に子供たちの手による校内新聞や学校間での通信などの印刷物を取り込み、自発的なグループ活動を通して子供たちの人間性を養うことを目的とした「積極方式」と呼ばれるスタイルを生み出し、教育界に多大な改革をもたらした。
子供たちが、自分たちの作文を文集として印刷、販売し、それから得られた資金で、さらに自分たちの更なる企画を推進していく、そのシステムを学校印刷所と呼んだり、また子供たちの自主的な活動を「イニシアティブ」（訳せば、率先垂範）という。教育的なコンセプトの作り方でも、多くのオリジナリティを生み出した。南フランスのニースから近い田舎ヴァンスにある彼の学校は、フレネ学校 という。

## 子ども時代
フレネはフランスのプロヴァンスで8人兄弟の5番目の子として生まれた。彼自身の学校時代は彼にとって非常に不愉快なもので、彼の教育方法と教育改革への欲求に影響を与えた。1915年に彼はフランス軍に徴兵され、胸に負傷を負った。この経験により、彼は断固とした平和主義者になった。
1920年に彼はルバールシュルーの村で小学校の教師になった。フレネが彼の教授法を開発し始めたのはここである。彼は1926年にエリーゼ・ラジエ(en:Élise Lagier)と結婚した。

## 教育改革
1923年、フレネは肺の負傷のために長期間話すことが困難になったため、もともとは彼の授業を支援するために印刷機を購入した。この印刷機で、彼は生徒のために自由な読み物とクラスの新聞を印刷した。子供たちはこの印刷機で自分の書いたものを印刷し、チームとしてそれを発表する前に、グループとして話し合い、編集するようになった。彼らはいつも決まって教室を出て、野外活動を実施した。新聞は他の学校の新聞と交換されるようになり、徐々にグループの文集が従来の教科書に取って代わった。フレネは1924年に教師の労働組合CEL（Coopérativedel 'Enseignement Laïc）を設立し、そこからフランスの教師運動(英語版)が生まれていった。CELの目標は、教師の協力を得て、公教育を内部から変えることであった。
ただし、フレネの教授法は国家教育委員会の公式方針とは異なっていたため、彼は1935年に辞任してヴァンスに自分自身の学校を始めた。